# Minuskuł 2 (Gregory-Aland)
Kodeks Bazylejski AN IV 1, zazwyczaj określany jako minuskuł 2 (wedle numeracji Gregory—Aland), ε 1214 (von Soden) – rękopis Nowego Testamentu z tekstem czterech Ewangelii pisany minuskułą na pergaminie w języku greckim z XI lub XII wieku. Dawniej oznaczany był przy pomocy symbolu 2e, dzisiaj przy pomocy samego 2.
Jest jednym z rękopisów wykorzystanych przez Erazma w pierwszym wydaniu drukowanego tekstu greckiego Nowego Testamentu (1516) i głównie na nim Erazm oparł tekst czterech Ewangelii. Tym samym rękopis stał się podstawą dla Textus receptus, który dominował w wiekach XVI-XIX. Kodeks przechowywany jest w bibliotece Uniwersytetu w Bazylei w Bazylei, skatalogowany pod numerem AN IV 1.

## Opis rękopisu
Kodeks zawiera tekst czterech Ewangelii na 248 pergaminowych kartach (19,5 cm na 15,2 cm), pisanych jedną kolumną na stronę, 20 linijek w kolumnie. Występują szerokie marginesy, tekst zajmuje powierzchnię zaledwie 13,6 na 9,9 cm. Małe inicjały pisane są czerwonym atramentem, ornamentowane nagłówki i zdobione wielkie inicjały są w kilku kolorach. Tekst, pomimo pięknych zdobień, zawiera liczne błędy. Osiem kart kodeksu zaginęło, ale tekst biblijny zachował się w całości. Zaginione karty zawierały dodatkowy materiał pozabiblijny.
Tekst Ewangelii (z wyjątkiem Ewangelii Jana) dzielony jest według κεφαλαια (rozdziały), których numery umieszczone zostały na marginesach, przed każdą ewangelią znajdują się listy κεφαλαια (spis treści), ponadto zawiera też τιτλοι (tytuły) owych rozdziałów. Tekst Ewangelii dzielony jest również według Sekcji Ammoniusza, jednak liczba sekcji odbiega nieco od powszechnie przyjętego systemu. Mateusz podzielony został na 359, Marek – 240, Łukasz – 342, Jan – na 231 sekcji (klasyczny podział to odpowiednio 355, 235, 343, 232). Brakuje odniesień do Kanonów Euzebiusza. Zawiera noty marginalne i korektorskie.

## Tekst
Grecki tekst Ewangelii przekazuje tekst bizantyński. Hermann von Soden zaliczył do rodziny Kx. Aland zaklasyfikował go do Kategorii V.
W Łukaszu 6,28 brakuje frazy προσευχεσθε υπερ των επηρεαζοντων υμας (módlcie się za prześladowców waszych). Została ona dodana przez jednego z korektorów w dolnym marginesie.
W Jan 8,6 stosuje wariant tekstowy μη προσποιουμενος (nie zwracając uwagi), został on jednak wykreślony ręką późniejszego korektora. Wariant ten występuje w takich rękopisach jak 07, 011, 017 i w większości rękopisów przekazujących tekst wedle tradycji bizantyjskiej. Wariantu tego nie mają natomiast 021, 028, 030, 036, 045, 047, 7, 8, 9, 461c2, 1203, 1216, 1243, 1514, 196, ℓ 663, rękopisy tradycji aleksandryjskiej oraz Wulgata. Erazm nie wprowadził tego wariantu do tekstu swego Novum Testamentum omne.
W Hebr 12,20 przekazuje wariant η βολιδι κατατοξευθησεται (albo pociskiem przebite), wariant wspierany jest przez nieliczne minuskuły, powstał w wyniku uzgodnienia z Wj 19,13.

## Historia

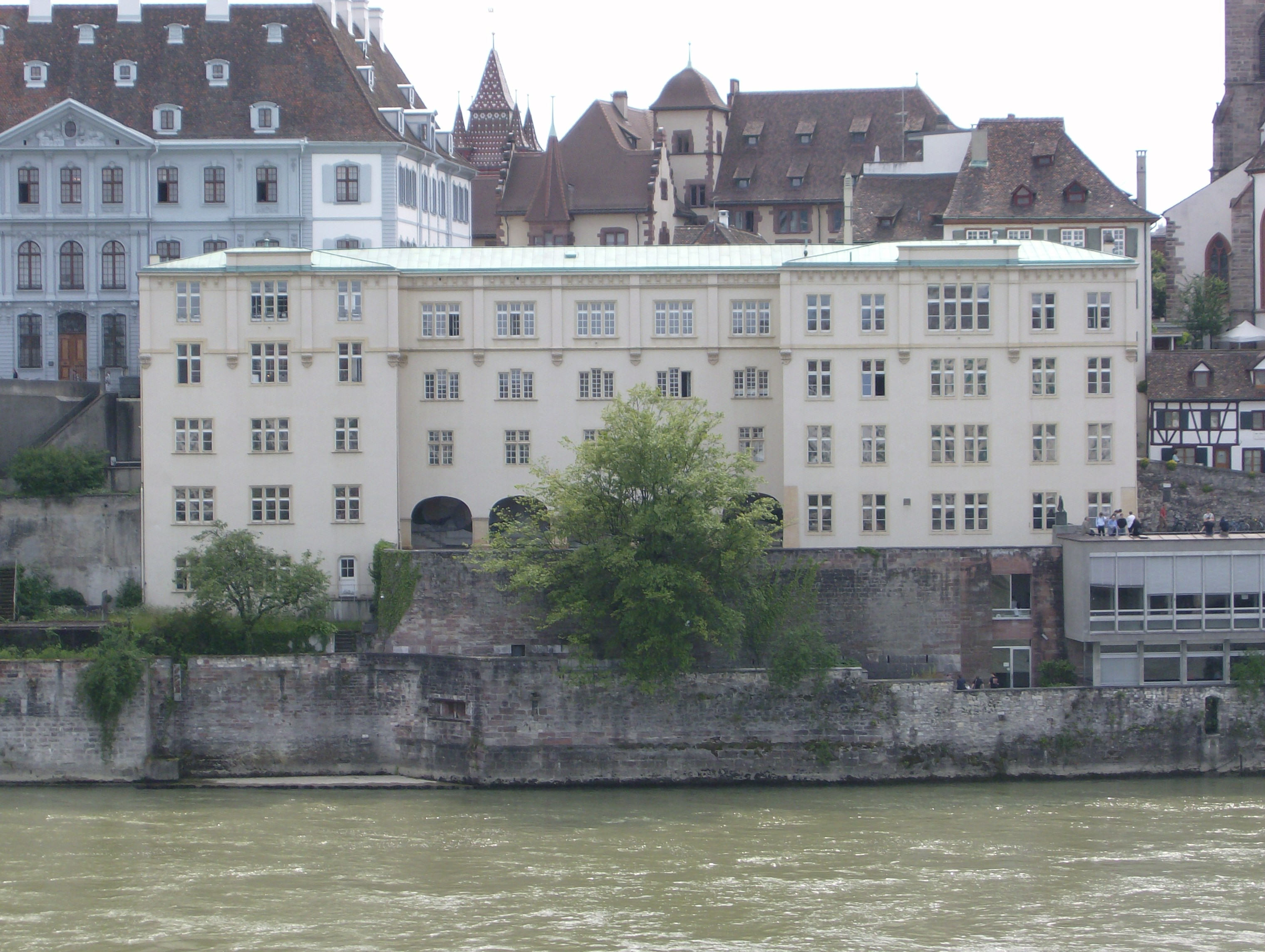
Stary Uniwersytet Bazylejski

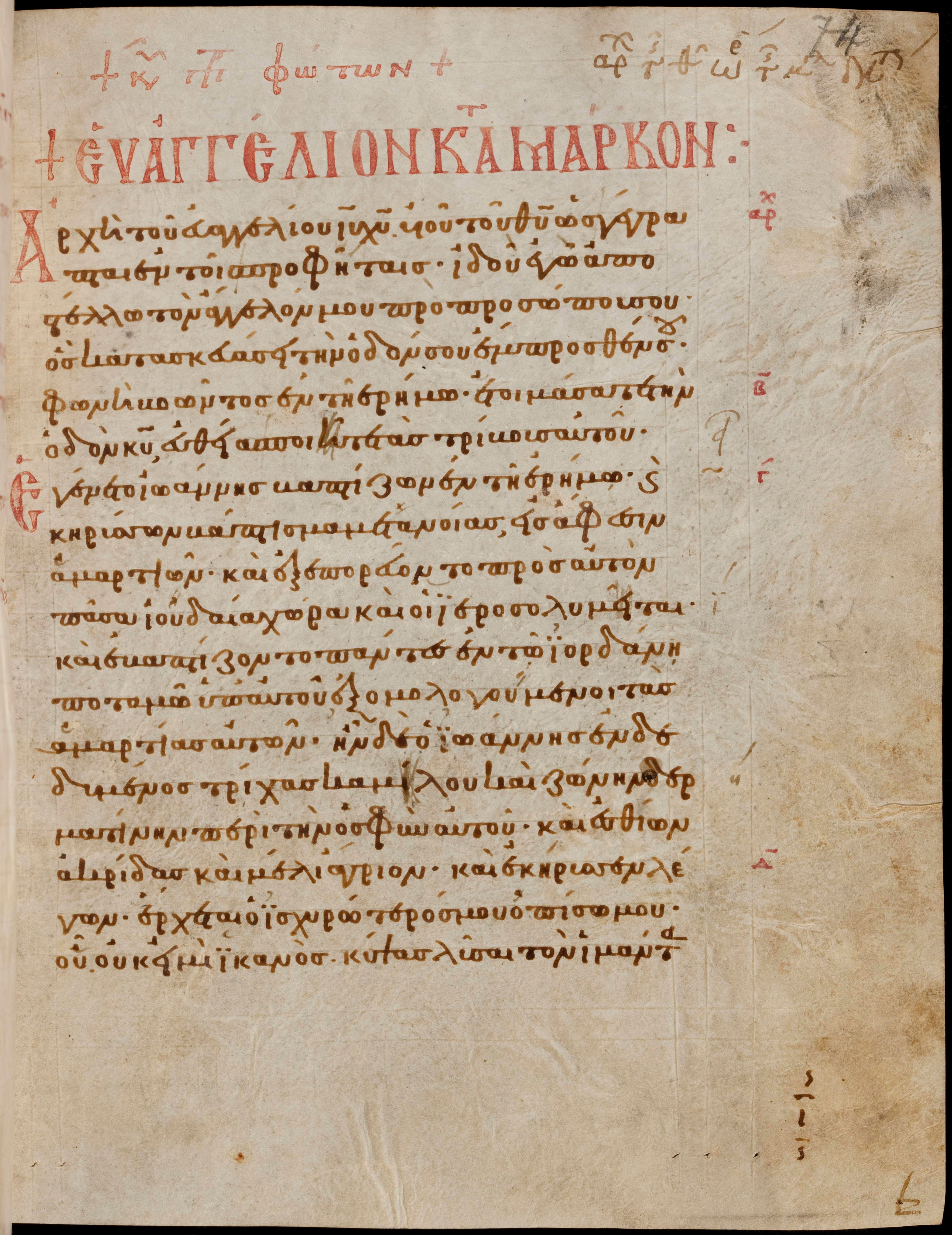
Początek Ew. Marka

Paleograficznie datowany jest na wiek XI lub XII. XIX-wieczni paleografowie wskazywali też na wiek XIV, a nawet XV (Scrivener). Jego początki są nieznane aż do chwili, gdy trafił do klasztoru dominikanów w Bazylei. Dominikanie z Bazylei zakupili go za dwa reńskie floreny. W roku 1559 rękopis przekazany został dla Uniwersytetu w Bazylei, gdzie odtąd aż po dziś dzień jest przechowywany. Od tej też chwili jego losy są już wspólne z Kodeksem Bazylejskim i kodeksem 1.
Erazm w roku 1516 pożyczył go dla pierwszego wydania swego Novum Instrumentum omne. W rezultacie jego warianty tekstowe zadecydowały o kształcie Textus receptus. Erazm wykorzystał go w znaczącym stopniu, uznał, że jego tekst jest lepszy niż pozostałych dwóch rękopisów z tekstem Ewangelii. Jednak w oparciu o Wulgatę, przy użyciu czerwonej kredy, własnoręcznie poprawiał tekst rękopisu w miejscach, które jego zdaniem wymagały poprawienia.
Z rękopisu nie korzystał Stefanus w swoim Editio regia (1550), ale wykorzystał tekst erazmiański i tym samym tekst kodeksu 2 legł u podstawy tekstu Stefanusa.
Martin Crusius korzystał z rękopisu w 1577 roku. Rękopis był badany przez Bengela, Wettsteina, Deana Burgona, Hoskiera i Gregory’ego. Według Metzgera jest jednym z najgorszych rękopisów użytych przez Erazma. Wettstein dał mu numer 2 na swej liście, numer ten został podtrzymany przez Gregory’ego w 1908 roku i pod tym numerem figuruje na liście rękopisów Nowego Testamentu po dziś dzień.
Nie był cytowany w 26 ani 27 wydaniu Novum Testamentum Graece Nestle-Alanda (NA26, NA27). Był natomiast cytowany w 3 wydaniu United Bible Societies (UBS3), jednak tylko wtedy, gdy wspiera rzadkie warianty tekstualne. UBS4 nie cytuje go.

## Znaczenie
Miał znaczący wpływ na kształt Textus receptus w Ewangeliach. Dzisiaj jest nisko oceniany, jako rękopis o niewielkiej wartości, pomimo iż odegrał wielką rolę w historii tekstu Nowego Testamentu. Jest też drugorzędnym świadkiem tekstu bizantyjskiego, zawiera wiele lekcji niepoprawnych z punktu widzenia tekstu bizantyjskiego. Stał się jednak podstawą dla textus receptus. W naukowych wydaniach greckiego Novum Testamentum cytowany jest symbolicznie. Ma opinię jednego z najgorszych rękopisów wykorzystanych przez Erazma.